# Belgische federale verkiezingen 2014/Kandidatenlijst/Ecolo
Dit zijn de kandidatenlijsten van Ecolo voor de Belgische federale verkiezingen van 2014. De verkozenen staan vetgedrukt.

## Brussel-Hoofdstad
In de kieskring Brussel-Hoofdstad vormt Ecolo een gezamenlijke lijst met Groen.

### Effectieven
1. Zakia Khattabi
2. Benoit Hellings
3. Annalisa Gadaleta (Groen)
4. Michaël Maira
5. Anna Zawadzka
6. André Decourriere
7. Séverine De Laveleye
8. Alexis De Boe
9. Ingrid Theunissen
10. Anwar Mir Sattari
11. Liesbet Temmerman
12. Stéphane Jans
13. Marianne Courtois
14. Bram Gilles (Groen)
15. Dominique Decoux

### Opvolgers
1. Gilles Vanden Burre
2. Véronique Waterschoot
3. Edwin Curraj
4. Oriane Todts
5. Mustapha Chairi
6. Sophie Boucquey
7. Serge Minet
8. Sarah Turine
9. Olivier Deleuze

## Henegouwen

### Effectieven
1. Jean-Marc Nollet
2. Juliette Boulet
3. Thierry Severs
4. Julie Crucke
5. Gérard Lorge
6. Anne-Sophie Rogghe
7. Romain Miraglia
8. Catherine Montero-Van Bever
9. Luc Parmentier
10. Stéphanie Lorent
11. Janvier Tiati a Biscene
12. Catherine Chaverri
13. Samuël Quiévy
14. Annissa Tamines
15. Julien Lechat
16. Jessica Willocq
17. Dominique Lossignol
18. Anne Wibin

### Opvolgers
1. Marie-Christine Lefebvre
2. Francis Biset
3. Hélène Wallemacq
4. Jean-Pierre Urbain
5. Prescilia Macaluso
6. Geoffrey Van Dille
7. Auxane Genette
8. Harry Lefèvre
9. Baptiste Leroy
10. Martine Gaeremynck

## Luik

### Effectieven
1. Muriel Gerkens
2. Nicolas Parent
3. Josiane Schröder
4. Herbert Meyer
5. Joanne Clotuche
6. Hubert Jamart
7. Charlotte Tilman
8. Nico Halmes
9. Anne-Marie Balthasart
10. Roland Vanseveren
11. Camille Soyeur
12. Matthieu Content
13. Marie Carlens
14. Philippe Renard
15. Bénédicte Heindrichs

### Opvolgers
1. Pierre Castelain
2. Sarah Schlitz
3. Jean-François Ravone
4. Monique Reginster-Bous
5. Eric Dechamp
6. Gisèle Eyckmans
7. Rodrigue Demeuse
8. Assia Moukkas
9. Jacky Morael

## Luxemburg

### Effectieven
1. Cécile Thibaut
2. François Rion
3. Claudine Marx-Clotuche
4. Jérémy Van Leeuwen

### Opvolgers
1. Romain Gaudron
2. Isabelle Servais
3. Xavier Huberty
4. Véronique Burnotte
5. Cyril Thiemard
6. Brigitte Petre

## Namen

### Effectieven
1. Georges Gilkinet
2. Isabelle Gengler
3. Vincent Laureys
4. Laurence Nazé
5. Michel Thomas
6. Brigitte Baland

### Opvolgers
1. Cécile Cornet
2. Antoine Mariage
3. Sabine Henin
4. Hugo Roegiers
5. Françoise Lejeune
6. Albert Mabille

## Waals-Brabant

### Effectieven
1. Marcel Cheron
2. Sophie Agapitos
3. Laurent Masson
4. Siska Gaeremyn
5. Jean-Luc Roland

### Opvolgers
1. Véronique De Brouwer
2. Youri Caels
3. Lise Jamar
4. Philippe De Riemaecker
5. Simon Moutquin
6. Joëlle Ricour